# Joni
Joni ist ein Vorname, der sowohl männlich als auch weiblich gebraucht wird.
Die männliche Verwendung ist in Finnland verbreitet und hat am 29. März Namenstag. Der weibliche Vorname ist eine Verkleinerungsform von Joan.

## Namensträger

### Weiblicher Vorname
- Joni Cotten (* 1953), US-amerikanische Curlerin
- Joni Eareckson Tada (* 1949), US-amerikanische Autorin und Malerin
- Joni Huntley (* 1956), US-amerikanische Hochspringerin
- Joni Metcalf  (1931–2022), US-amerikanische Jazzmusikerin
- Joni Mitchell (* 1943), kanadische Musikerin und Malerin

### Männlicher Vorname
- Joni Jouhkimainen (* 1991), finnischer Pokerspieler
- Joni Kauko (* 1990), finnischer Fußballspieler
- Joni Liljeblad (* 1989), finnischer Eishockeyspieler
- Joni Lius (* 1971), finnischer Eishockeyspieler
- Joni Nissinen (* 1991), finnischer Fußballspieler
- Joni Nyman (* 1962), finnischer Boxer
- Joni Pitkänen (* 1983), finnischer Eishockeyspieler